# Slagvolumen (motor)
 For alternative betydninger, se Slagvolumen. (Se også artikler, som begynder med Slagvolumen)
Slagvolumen er det rumfang, en motors cylindre tilsammen gennemløber i løbet af en cyklus.
Slagvolumen angives ofte i kubikcentimeter eller liter, og hvis man for eksempel har ﬁre cylindre med hver 500 kubikcentimeters slagvolumen, har man en 2,0-liters motor.
Slagvolumen beregnes basalt set ved at tage cylinderens areal (boring) og gange dette tal med den længde, stemplet bevæger sig fra laveste til højeste punkt (slaglængde).
Den ofﬁcielle formel er (boring = indre cylinderdiameter):
{\displaystyle {\mbox{slagvolumen}}={\pi  \over 4}\times {boring}^{2}\times {\mbox{slaglængde}}\times {\mbox{antal cylindre}}}